# Пашендаль: Последний бой
«Пашендаль: Последний бой» (англ. Passchendaele) — канадский военный фильм, выпущенный Alliance Films, написанный и снятый Полом Гроссом. Картина повествует о судьбе дедушки режиссёра — Майкла Данна — солдата 10-го батальона канадского экспедиционного корпуса в период Первой мировой войны, сражавшегося в битве при Пашендейле (Пассендале), также известной как третья битва при Ипре. Кинолента открывала программу международного кинофестиваля в Торонто 4 сентября 2008 года, и вышла в прокат в Канаде 17 октября 2008 года.

## Производство
В соответствии с соглашениями между «Alliance Films», «Astral Media» и другими задействованными компаниями, съёмки фильма начались 20 августа 2007 года.
Съемки проходили в Калгари (провинция Альберта), Форт-Маклауде, на военной базе Саффилд в штате Альберте, а также в Бельгии. Основная киносъёмка началась в Калгари и длилась сорок пять дней. Было задействовано более 200 актёров, среди которых были и солдаты канадской армии с боевым опытом, приобретённым в Афганистане. Батальные сцены снимались в октябре 2007 года в индейской резервации Тсуу-Тъина на окраине Калгари.

## Побуждение
Сюжет ленты был вдохновлён воспоминаниями деда Пола Гросса. Как и многие другие ветераны, он был немногословен, не желая делиться своими переживаниями с членами своей семьи. В двух словах, коротко, во время случайного похода на рыбалку, Данн упомянул историю о том, как он во время боя убил юного немецкого солдата, проткнув ему лицо штыком. Спустя годы, перед смертью, лёжа на больничной койке, в бреду Данн непрерывно просил прощения у кого-то. Остальные члены семьи не могли понять, кого имел в виду старик, но Гросс знал, что его дед обращался к тому убитому молодому немцу.
В конце он совсем потерял рассудок. Он начал рассказывать мне о жутких событиях, произошедших с ним во время боя в маленьком городишке, превращённом Первой мировой в руины. Он там убил кого-то недостойным, чудовищным образом, и это преследовало его всю оставшуюся жизнь. Мой дед умирал, а в мыслях он возвращался в тот город, всё пытаясь найти этого немецкого мальчика, которого он убил штыком. И жил он с этим воспоминанием всю свою жизнь, храня его вдали от остальных. Когда наконец он рассказал мне эту историю, я был действительно поражён услышанным, и не мог выкинуть это из своей головы.
В фильме отражена сцена, в которой сержант Майкл Данн убивает подобным образом молодого немецкого пулемётчика.

## Финансирование
В ноябре 2005 года, правительство штата Альберта, в рамках празднований столетнего юбилея провинции, выделило 5,5-миллионный $
грант на производство фильма. Общий анонсированный бюджет колебался между 16 и 20 миллионами канадских долларов, что делало картину самой дорогостоящей за всю историю канадского кинематографа. Этот проект был представлен общественности на пресс-конференции в музее вооружённых сил в Калгари 13 ноября 2005 года.

## Сюжет
Главный герой фильма — сержант Майкл Данн Пол Гросс — появляется на экране весной 1917 года, сразу после битвы при Вими-Ридж. В финальной стадии боя он получает ранение и отправляется домой, на родину, на поправку. В Калгари, в госпитале он встречает медсестру Сару Манн, ухаживающую за ним.
Манн разжалована с военной службы за то, что её отец, немец, покинул Канаду, чтобы присоединиться к германской имперской армии в 1915 году. Он гибнет в битве при Вими-Ридж. А его дочь, желая залечить душевные раны, находит утешение в морфине.
Ещё одно действующее лицо — Джо Диникол, Брат Сары. Он непригоден к строевой службе из-за своей астмы, но отчаянно желает заслужить уважение отца своей девушки, ведь все юноши, его ровесники, подлежат призыву. Как результат, после серии событий он оказывается в окопах Бельгии. Туда же возвращается Майкл Данн, чтобы присмотреть за Дэвидом. А следом за нимии на фронт прибывает и Сара, которая начинает работать полевой сестры милосердия. Вся троица прибывает в Европу в разгар битвы при Пашендейле.

## Исторический фон
Изначально 10-й батальон комплектовался призывниками из провинций Альберта, Саскачеван и Манитоба, но в дальнейшем, уже по ходу войны стал определяться только как альбертийский. «Боевая десятка» входила в состав 1-й канадской дивизии и участвовала во всех основных битвах войны, где присутствовали войска Канады. Батальон был отмечен наибольшим количеством боевых наград полученных в одном сражении. По результатам боя за высоту 70 — шестьдесят человек получили Воинскую медаль, в дополнение к Кресту Виктории, трое удостоены ордена «За выдающиеся заслуги», семеро награждены Военным крестом и девятеро — медалью «За доблестное поведение».
Название деревни, расположенной на острие ипрского выступа, слово Пашендейль стало синонимом страданий и истощения. Крепкая германская оборона на этом участке, развивавшаяся на протяжении более двух лет, создала исключительно сложные условия для британцев. Десятый батальон был вызван из резерва для поддержки атаки на высоту 52, места, где собственно и находился Пашендейль. Батальон не был включён в план атаки, но офицеры грамотно подготовили своих солдат, как если бы именно на них возлагался основной штурм. Это решение сразу принесло свои дивиденды, когда подразделение вызвали из резерва. 10 ноября 1917 года батальон исполнил свой долг с наименьшими потерями.

### Соответствие
Эпизод фильма, в котором 8-й батальон Канадского экспедиционного корпуса (известный по прозвищу «Чёрные дьяволята») в разгар боя покидает 10-й батальон, оставив его без поддержки, действительно имел место и описан в боевом журнале 10-го батальона:
В этот момент произошло страшное недоразумение. Майор Бингем знал, что его подразделение прибыло как подкрепление 8-му, но Чёрные дьяволята посчитали, что мы прибыли им на смену. Бингем тщетно старался доказать свою точку зрения, но вскоре угрюмо наблюдал, как перемазанные грязью уцелевшие из 8-го отходят назад, оставляя его роте участок фронта, прикрывавшийся до сих пор целым батальоном. Тем не менее, майор, не утративший присутствия духа, равномерно распределил своих людей на линии обороны вплоть до позиций 7-го батальона справа. Бингем прекрасно понимал, что в случае контратаки он никак не сможет удержаться на своей позиции.
Подполковник Ормонд, командующий 10-м батальоном (его персонаж появляется в фильме), также дал письменную оценку непредвиденного отхода:
И тогда я согласился перенять линию фронта у 7-го и 8-го батальонов… по возвращении в штаб я нашёл приказы, запрещавшие преждевременный отвод частей, но он уже произошёл, и пока офицеры 8-го батальона докладывали командованию сложившуюся ситуацию — никаких действий не предпринималось.

## Реакция
«Пашендаль: Последний бой» получил смешанную реакцию критиков. На 24 августа 2009 года авторитетный сайт-накопитель ревю Rotten Tomatoes определял рейтинг фильма как 5,6 из 10, основываясь на 6 рецензиях. А рейтинг на IMDb на 24 августа 2009 года составлял 7,0 из 10, и насчитывал 2350 голосов.

### Кассовые сборы
В первый же уикенд «Пашендаль: Последний бой» был показан в Канаде в 202 кинотеатрах и собрал 847 522 $, показав второй результат по стране после «Макс Пэйн». К концу января 2009 года сборы составляли 4,45 млн. $, что составляло половину кассового дохода 2008 года от всех англоязычных фильмов произведённых в Канаде.

## Награды и номинации
В апреле 2009 года, на 29-й церемонии вручения высшей национальной кинопремии Канады «Пашендаль: Последний бой» стал самым титулованным фильмом, завоевав награды в пяти номинациях, включая звание «Лучший фильм года».
Кроме того, кинокартина стала обладателем «Golden Reel Award», как самый кассовый канадский фильм 2008 года.

### Награды
| Год  | Событие                                      | Номинация                            | Награждённый                                                            |
| ---- | -------------------------------------------- | ------------------------------------ | ----------------------------------------------------------------------- |
| 2009 | Кинопремия «Джини»                           | Лучший фильм                         | Пол Гросс, Нив Фичман, Фрэнк Сиракуза, Фрэнсис Дамбергер                |
| 2009 | Кинопремия «Джини»                           | Лучшая работа художника-постановщика | Кэрол Спайэр, Джэнис Блэки-Гудайн                                       |
| 2009 | Кинопремия «Джини»                           | Лучший работа художника по костюмам  | Уэнди Партридж                                                          |
| 2009 | Кинопремия «Джини»                           | Лучший звук                          | Лу Соляковский, Гаррелл Кларк, Стив Фостер, Дон Уайт                    |
| 2009 | Кинопремия «Джини»                           | Лучший монтаж звука                  | Джэйн Таттерсолл, Кевин Бэнкс, Барри Гилмор, Энди Малькольм, Дэвид Роуз |
| 2009 | Кинопремия «Golden Reel Award»               | Самый кассовый фильм года            | Пол Гросс, Нив Фичман, Фрэнк Сиракуза, Фрэнсис Дамбергер                |
| 2009 | Премия Канадского общества кинематографистов | Лучшая операторская работа           | Грегори Миддлтон                                                        |

### Номинации
| Год  | Событие            | Номинация    | Номинант  |
| ---- | ------------------ | ------------ | --------- |
| 2009 | Кинопремия «Джини» | Лучший актёр | Пол Гросс |

## В ролях
- Пол Гросс — Майкл Данн
- Каролин Даверна — Сара Манн
- Джо Диникол[англ.] — Дэвид Манн
- Мередит Бэйли — Кэсси Уолкер
- Джим Мезон — майор Добсон-Хьюз
- Майкл Грейайз — Хайвей
- Адам Харрингтон — полковник Орманд
- Джил Беллоуз — Ройстер
- Лэндон Либуарон — молодой немецкий солдат